# Ferula paniculata
Ferula paniculata är en flockblommig växtart som beskrevs av Carl Friedrich von Ledebour. Ferula paniculata ingår i släktet stinkflokesläktet, och familjen flockblommiga växter. Inga underarter finns listade i Catalogue of Life.